# Estouteville-Écalles
Estouteville-Écalles är en kommun i departementet Seine-Maritime i regionen Normandie i norra Frankrike. Kommunen ligger i kantonen Buchy som tillhör arrondissementet Rouen. År 2018 hade Estouteville-Écalles 574 invånare.

## Befolkningsutveckling
Antalet invånare i kommunen Estouteville-Écalles
| Referens: INSEE |